# Looshaus

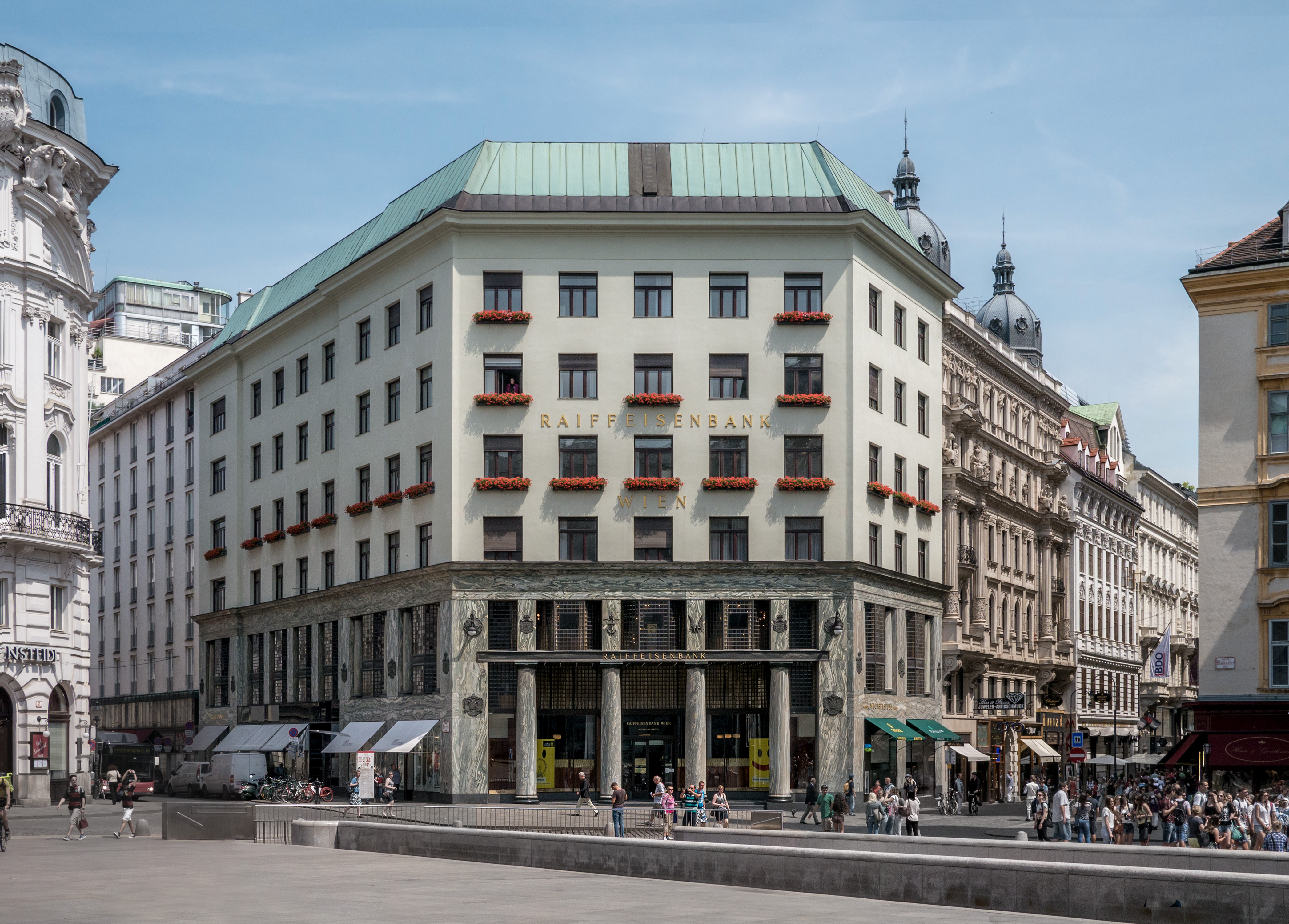
Das Looshaus am Michaelerplatz, heute

Das Haus Wien I., Michaelerplatz 3, das sogenannte Looshaus oder auch Michaelerhaus ist eines der zentralen Bauwerke der Wiener Moderne in Wien und das Hauptwerk des Architekten Adolf Loos. Es markiert die Abkehr vom Historismus, aber auch von dem floralen Dekor des Secessionismus. Es steht gegenüber dem Michaelertrakt der Hofburg.

## Geschichte
1909 erteilte Leopold Goldmann nach einem Architekturwettbewerb, aus dem kein siegreicher Entwurf hervorging, freihändig Adolf Loos den Bauauftrag zur Errichtung eines Geschäftsgebäudes für das Nobelgeschäft Goldman & Salatsch. Bauleiter war Ernst Epstein. Loos’ schlichter und ornamentloser Architekturstil führte jedoch 1910 zu einem großen Skandal, weshalb ein Baustopp verhängt wurde. Es war die Rede von einer „unanständigen Nacktheit“ der oberen Fassade. Erst als Loos einwilligte, dieser Nacktheit mittels Blumenkästen entgegenzuwirken, wurde mit dem Bau fortgesetzt und dieser schließlich 1912 vollendet.
Errichtet wurde das Wohn- und Geschäftshaus von dem Bauunternehmen Pittel+Brausewetter auf dem Areal des ehemaligen Dreilauferhauses und einer weiteren Parzelle in der Herrengasse, mit der der das Grundstück zusammengelegt wurde.

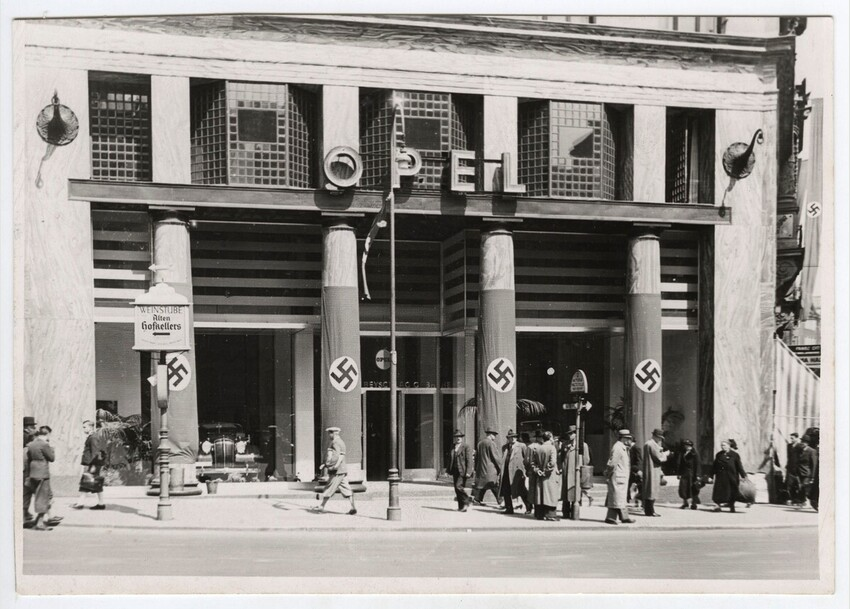
Die Nutzung des Hauses durch Opel in den Jahren 1938–1945: Autos in der Auslage.

Bis zu ihrem Konkurs 1925/26 wurde das Gebäude von der Firma Goldman & Salatsch unverändert weiter genutzt. Die Nutzungsänderungen in den 1930er/40er Jahren infolge der Besitzerwechsel – etwa 1934 durch die „Universale Hoch- und Tiefbau AG“ und 1938 von „Opel & Beyschlag“ – führten zur sukzessiven Zerstörung der Einrichtung des Parterres und des Mezzanins. Zur Nutzung des Gebäudes während der NS-Zeit schreiben Czech und Mistelbauer: „Die Vorhalle zum Michaelerplatz wurde vor der Volksabstimmung 1938 kurzfristig zu einem ‚Altar unserer Zeit‘ dekoriert, an dem vor einer Hitler-Büste zwei SS-Posten standen. Statt der Beleuchtungskörper hingen Hakenkreuze von den Messingkandelabern, die eigentlich ‚repräsentative‘ Architekturteile wurden dagegen verdeckt.“ Vor die Firmen-Wappen wurden Hakenkreuze montiert.
Im Jahre 1944 wurde durch einen Bombeneinschlag im benachbarten Hochhaus auch das Looshaus in Mitleidenschaft gezogen. 1947 wurde das Haus unter Denkmalschutz gestellt. In den 1960er Jahren befand sich ein Möbelhaus im Hauptgeschäft des Gebäudes. 1987 kaufte die Raiffeisenbank Wien das Gebäude und renovierte es grundlegend. Die Renovierung erfolgte unter der Leitung des Architekten, Publizisten und Loos-Forschers Burkhardt Rukschcio. Dabei wurde vor allem der öffentliche Bereich des Hauses (das frühere Geschäftslokal Goldman & Salatsch) in den früheren, in den 30er Jahren verloren gegangenen Zustand versetzt, die oberen Geschoße als Büroräume adaptiert. Diese Renovierung wurde im Oktober 1990 abgeschlossen. Schon 1989 war das Looshaus neben der Albertina und dem Wien Museum Austragungsort der Ausstellung „Adolf Loos“ (02.12.1989 – 25.02.1990), die ebenfalls von Burkhardt Rukschcio kuratiert wurde. 2022 produzierte Rudolf Klingohr eine TV-Dokumentation „Das Looshaus – Die Rettung eines Baujuwels“, die die Geschichte des Umbaus noch einmal ausführlich zusammenfasst.

## Architektur
Trotz seines ästhetischen Funktionalismus ist das Gebäude kein schlichter Zweckbau – gerade bei den Materialien wurden weder Kosten noch Aufwand gespart. Auffallend ist der Kontrast zwischen dem mit Marmor ausgekleideten unteren Fassadenbereich (Cipollino aus Euböa) und der schlichten Putzfassade der oberhalb liegenden Wohngeschoße.
Dem Geschäftsbereich ist ein Säulengang mit toskanischen Säulen vorgebaut – gedacht als Anspielung auf den Portikus der Michaelerkirche. Statt Ornamenten haben die Obergeschoße Blumenkästen vor den Fenstern – einer Legende nach soll die Form an den Erzherzogshut erinnern und eine Anspielung auf die Hofburg sein.
Das Haus gilt als das Hauptwerk des Architekten Adolf Loos. Burkhardt Rukschcio und Roland Schachel schreiben dazu: „Es ist sein bedeutendster und größter ausgeführter Bau mit städtebaulichen Anforderungen. Zudem ist es sein erster Neubau und das Werk, das seine Umwelt am stärksten herausgefordert hat.“

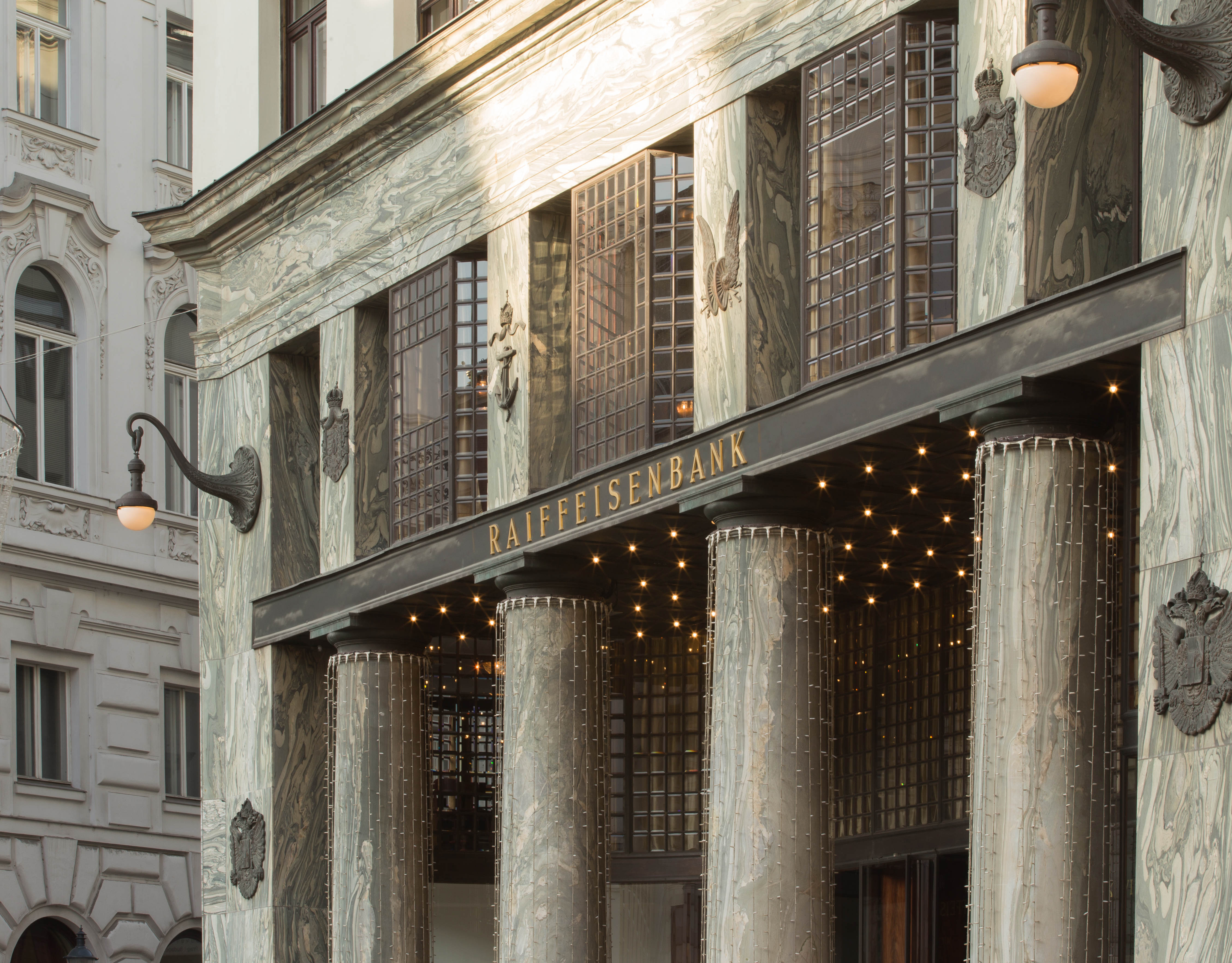
Looshaus (Detailansicht)
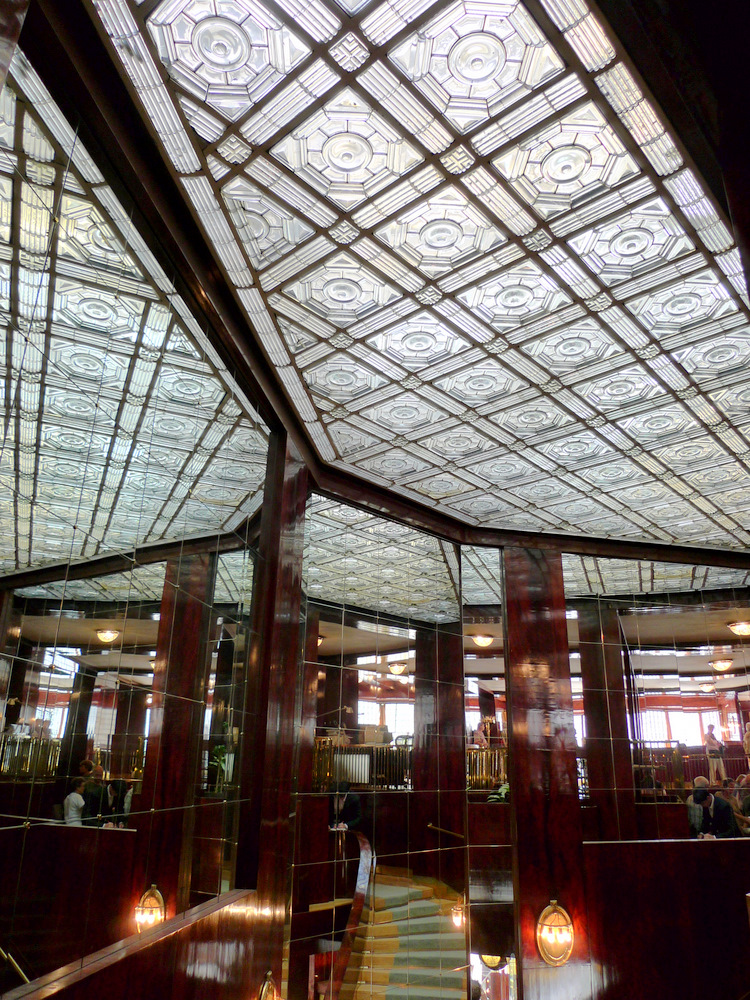
Oberlicht bei der Hauptstiege
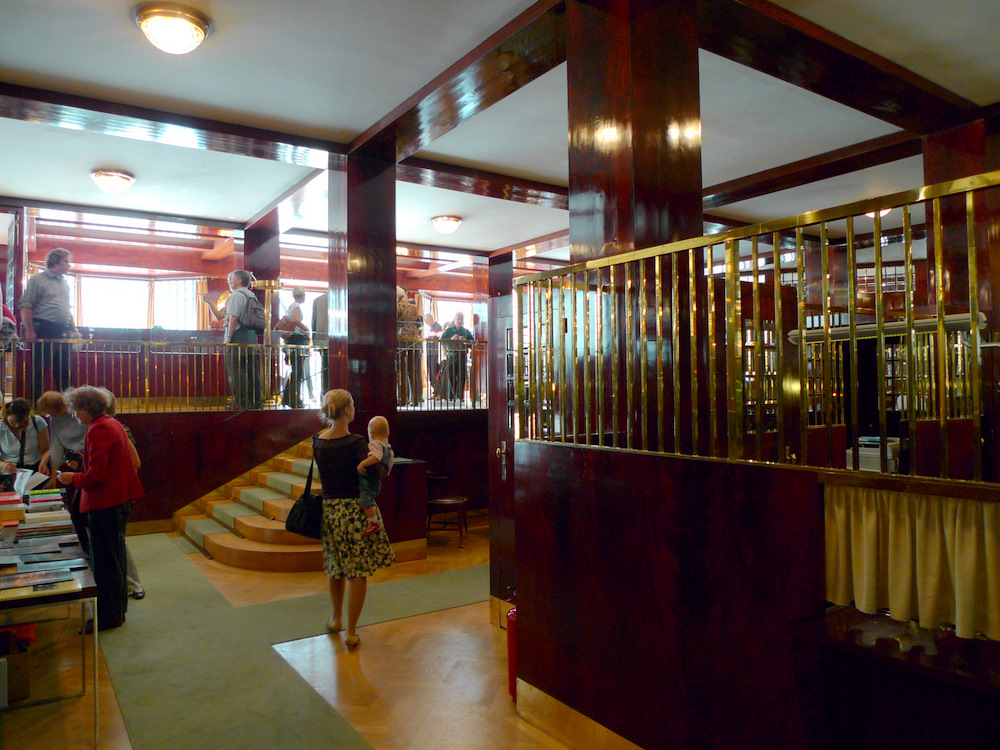
Für den Anspruch variierende Raumhöhen
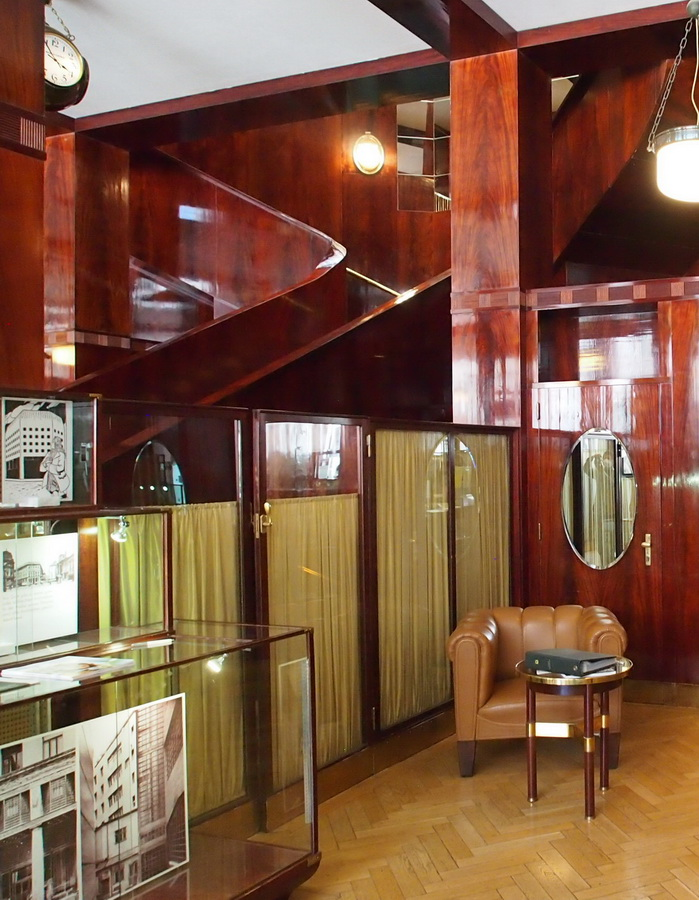
Looshaus, Innenansicht, Erdgeschoß, nach Renovierung 1990
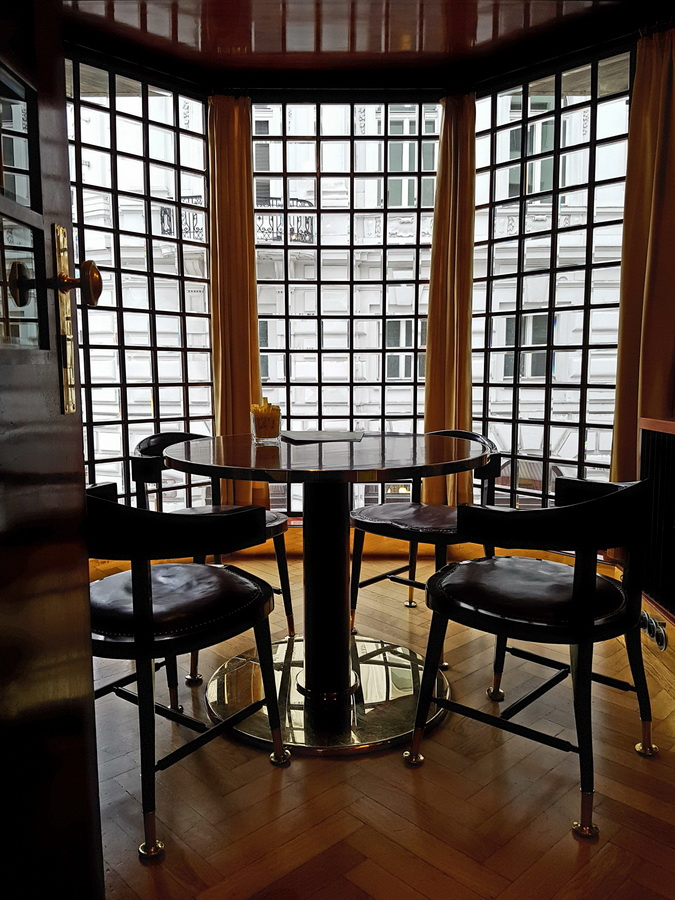
Looshaus, Innen, Besprechungsecke, 1. OG, nach Renovierung 1990
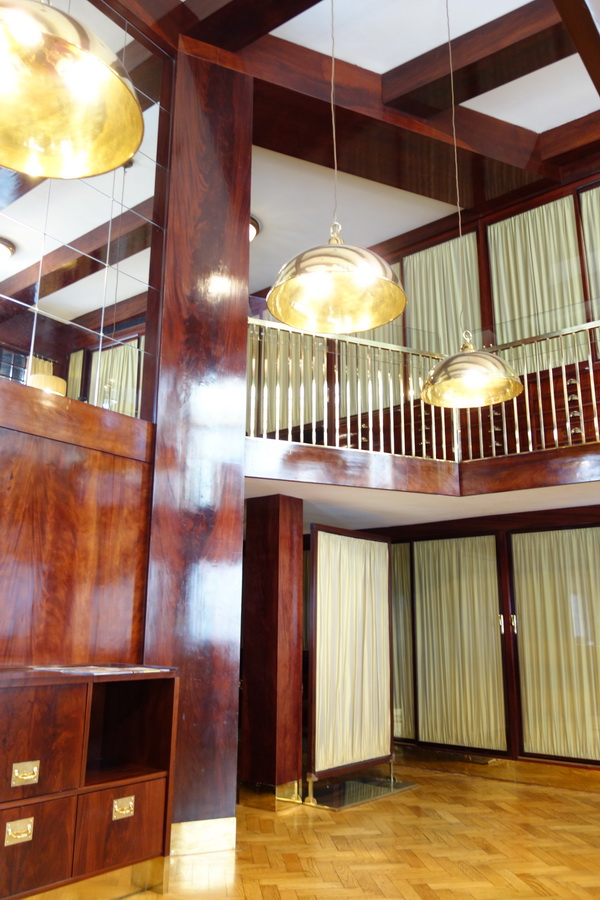
Looshaus, Innen, EG/1. OG, nach Renovierung 1990
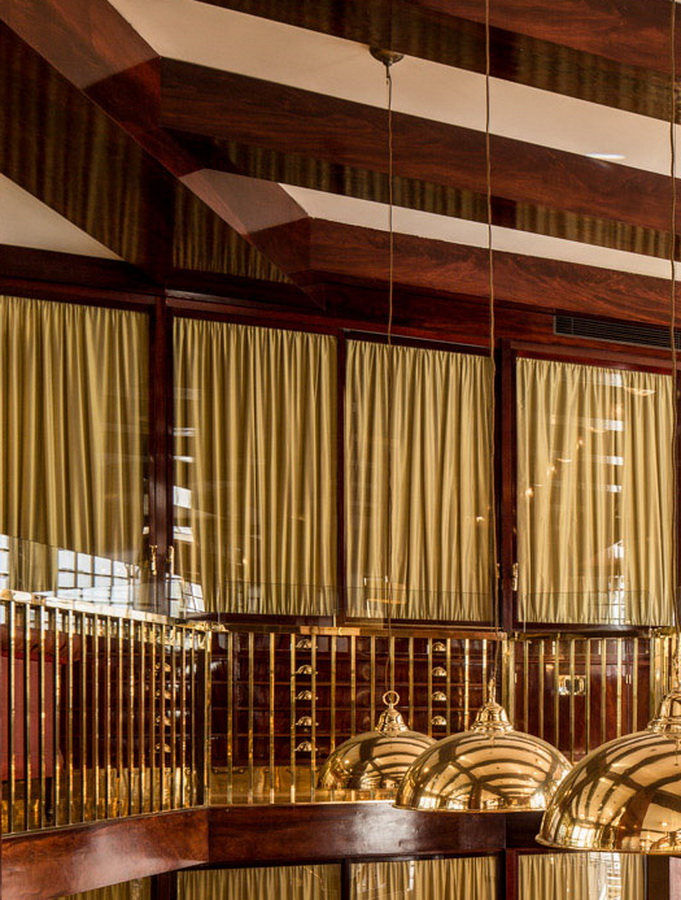
Looshaus, Innen, 1. OG, nach Renovierung 1990
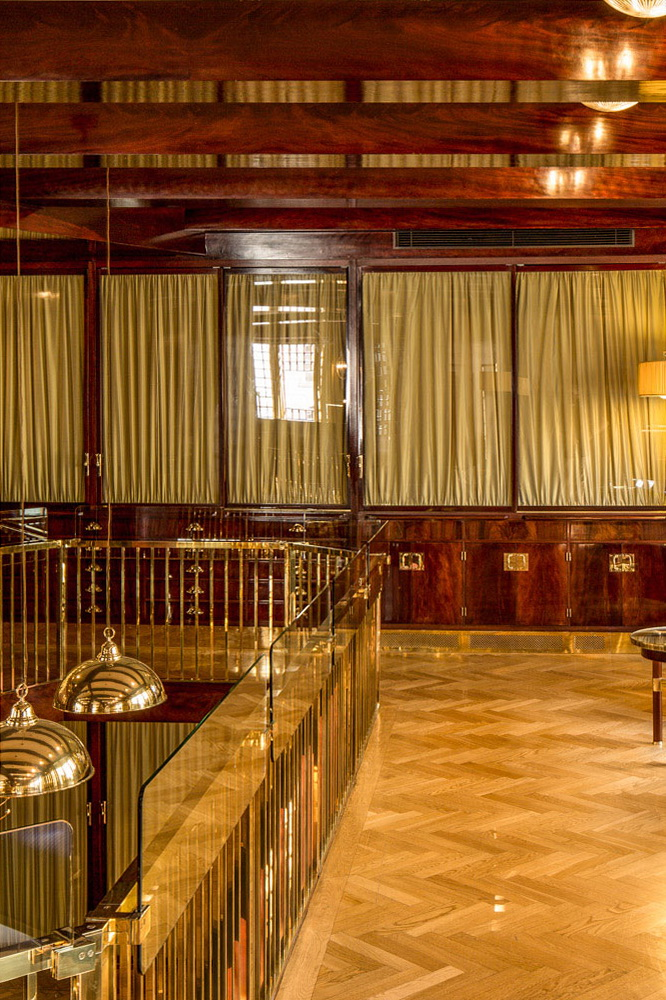
Looshaus, Innen, 1. OG, nach Renovierung 1990
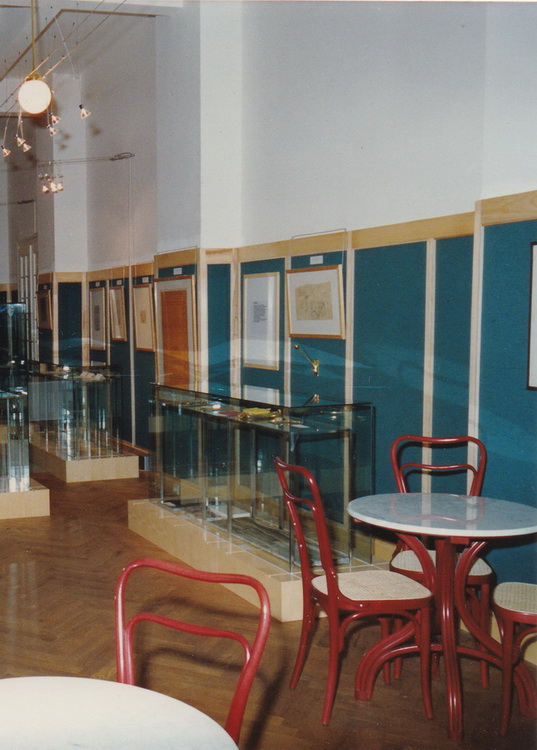
Looshaus, Innen, UG nach Renovierung 1990
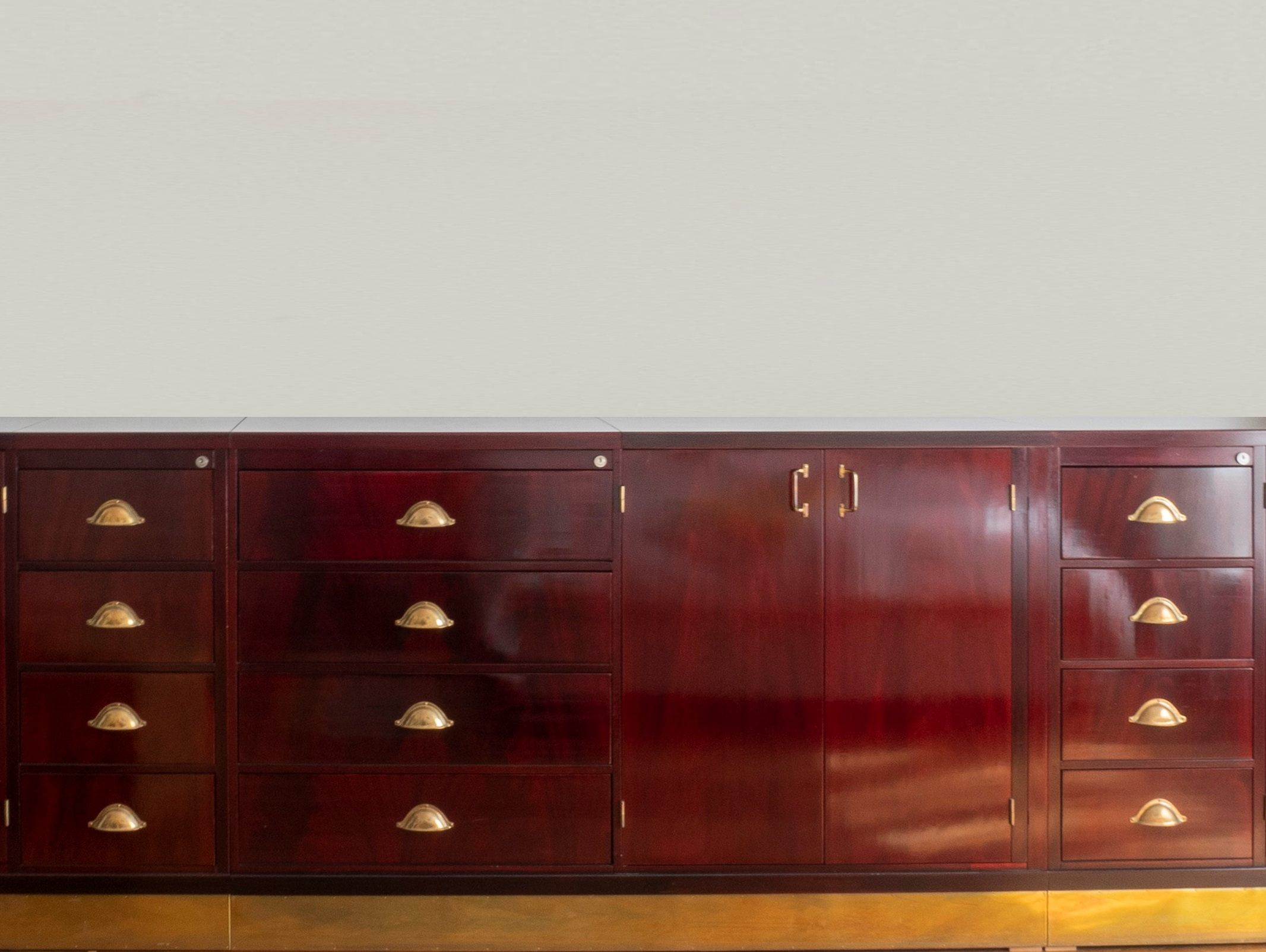
Looshaus Michaelerplatz Schranksystem 1990

## Rezeption
Nach seiner Fertigstellung löste das Haus einen Schock in der noch ganz vom historistischen Geschmack geprägten Stadt aus. Es wurde von den Wienern Haus ohne Augenbrauen genannt, da die damals üblichen Fensterverdachungen gänzlich fehlten. Es heißt, Kaiser Franz Joseph habe nicht nur den Rest seines Lebens vermieden, die Ausfahrt am Michaelerplatz zu benützen, sondern auch die Fenster der Hofburg vernageln lassen, damit er das „scheußliche“ Haus nicht mehr sehen musste.

## Designzone Looshaus
Von 2002 bis 2006 befand sich im von Paolo Piva neu gestalteten Souterrain des Looshauses die „Designzone Looshaus“, die von Lilli Hollein entwickelt und von der Raiffeisenbank betrieben wurde. Die hier stattfindenden internationalen Ausstellungen und Veranstaltungen sollten auf die Bedeutung österreichischen Designs als Impuls für die Wirtschaft aufmerksam machen. Weiters wurden hier die Preisträgermodelle des Adolf Loos Staatspreises Design ausgestellt. 2022 übersiedelte die Raiffeisenbank an den Donaukanal.